# Villa Farnesina
A Villa Farnesina a történelmi Róma egyik reneszánsz palotája, ma művészeti galéria.
A Via della Lungarán, a Trastevere negyedben található, a főváros első kerületében a cinquecento korai reneszánsz reprezentatív épületeinek egyike. Baldassare Peruzzi terve az ókori Róma kertvárosi villája prototípusa volt, jelentős rezonanciában a többi palotával, mivel 1511 elején a rezidencia falainak rendkívül széles ikonográfiáját a korszak olyan legnagyobb művészeire bízta, mint Sebastiano del Piombo, és Raffaello iskolája, Giulio Romanóval és Sodomával.

## Története
1506 és 1512 között a fiatal Peruzzi tervei alapján a gazdag sienai bankár, Agostino Chigi, a római prominens művészetek nagy pártfogója építtette, aki a 16. század elejére nagy vagyonát a timsó értékesítéséből és mezőgazdasági vállalkozásaiból származó bevételből, Tolfa környékén szerezte II. Gyula, majd X. Leó pápa oltalma alatt. Abban az időben az úgynevezett Chigi-villa volt az első nemesi villa Róma kertvárosában, amely nagy feltűnést keltett, s hamarosan sokak által emlegetett és utánzott palota lett. Építése 1512-re befejeződött, de a további díszítési munkálatok még 1520-ig folytak.
Chigi 1520-ban bekövetkezett halála után a villa állapota leromlott, még bútoraitól és műtárgyaitól is megfosztották. 1580-ban megvette Alessandro Farnese bíboros, akitől jelenlegi nevét kapta. Abban az időszakban volt egy meg nem valósult terv a villát a Palazzo Farnesével összekötő fedett folyosóról. 1714-ben az ingatlan a nápolyi Bourbonok birtokába került, 1864-ben pedig már Bermudez de Castro spanyol nagykövet otthona volt, aki két évvel később, egy sor komoly restaurálást végeztetett rajta. 1884-ben a Lungotevere kialakítása a villa parkja egy részének pusztulásával, és az egyik, folyóra néző, talán Raffaello által tervezett loggia lerombolásával járt.
1927-ben az olasz állam tulajdonába került, így 1929 és 1942 között lehetővé vált a helyreállítása abból a célból, hogy az Accademia d'Italia székhelye legyen, ami viszont csak az 1969–1983 közötti időszakban valósult meg. Ma itt székel az 'Accademia nazionale dei Lincei' képviseleti irodája, az első emelet pedig az Istituto nazionale per la graficának ad otthont.

## Építészet

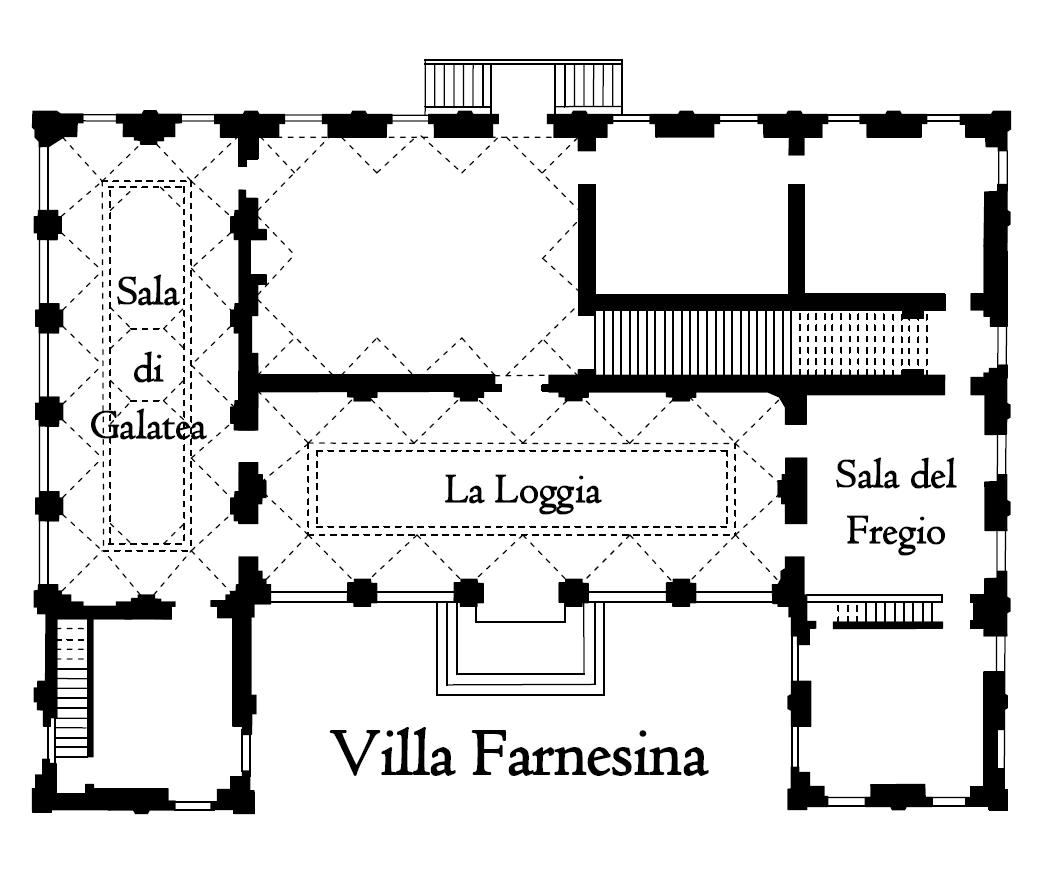
A földszint terve

Az épület kétszintes, újszerű patkóalakú, két szárnya körbefogja a kertet, felettük loggia található, a földszinten pedig öt beüvegezett boltív a freskók védelmére, ami azonban megváltoztatja az üres terek eredeti koncepcióját. Ez a konstrukció lehetővé teszi a villa szoros kapcsolatát a kerttel, ami Marcus Vitruvius Pollio ókori építész munkáira és a Peruzzi vagy Francesco di Giorgio Martini által később Chigiéknek Siena közelében épített Volte Alte villájára emlékeztet.
A loggia színpadként szolgált a tulajdonos által szervezett ünnepségek és színházi előadások számára. Az akkori ún. olasz kert az idők során sokat változott.
Az épület eltér az akkor Rómában dívott Bramante-féle homlokzatoktól; nincsenek például sem rusztikus (ciklop) falburkolatok, sem boltíves ablakok a földszinten, vagy márványburkolatú oszlopok. Hiányoznak a könnyed, plasztikus építészeti elemek a homlokzatról, két toszkán falsávra redukálva könnyedén az épület felületét. Legfelül van egy alacsony tetőtéri szint, a szolgáltatások számára, külső frízzel, puttókkal, füzérekkel, és a párkány alatti ablakocskákkal.
Az épület eredeti külső megjelenését nagy, festett felületek jellemezték, amelyeknek ma már csak apró, felismerhetetlen nyomaik láthatók.
A villához egy külön pavilont építettek, alkalmasint az istállók számára, amelynek arculata Raffaellóra utal. Jelenleg a villa külső falain, valamint az épület alagsorában, a főépületre jellemző, páros pillérek láthatók.

## Belső tér
A belső díszítésre Agostino Chigi a kor legjobb művészeit hívta meg a körbefutó freskóciklus megalkotására, innovatív karakterekkel, meghatározott ikonográfiai program szerint, amely teljes egészében a klasszicizmusra épült.
Belépve először egy 19. századi átriumba jutunk, ami a földszinti Psziché-loggiát foglalja magába.

### A Loggia

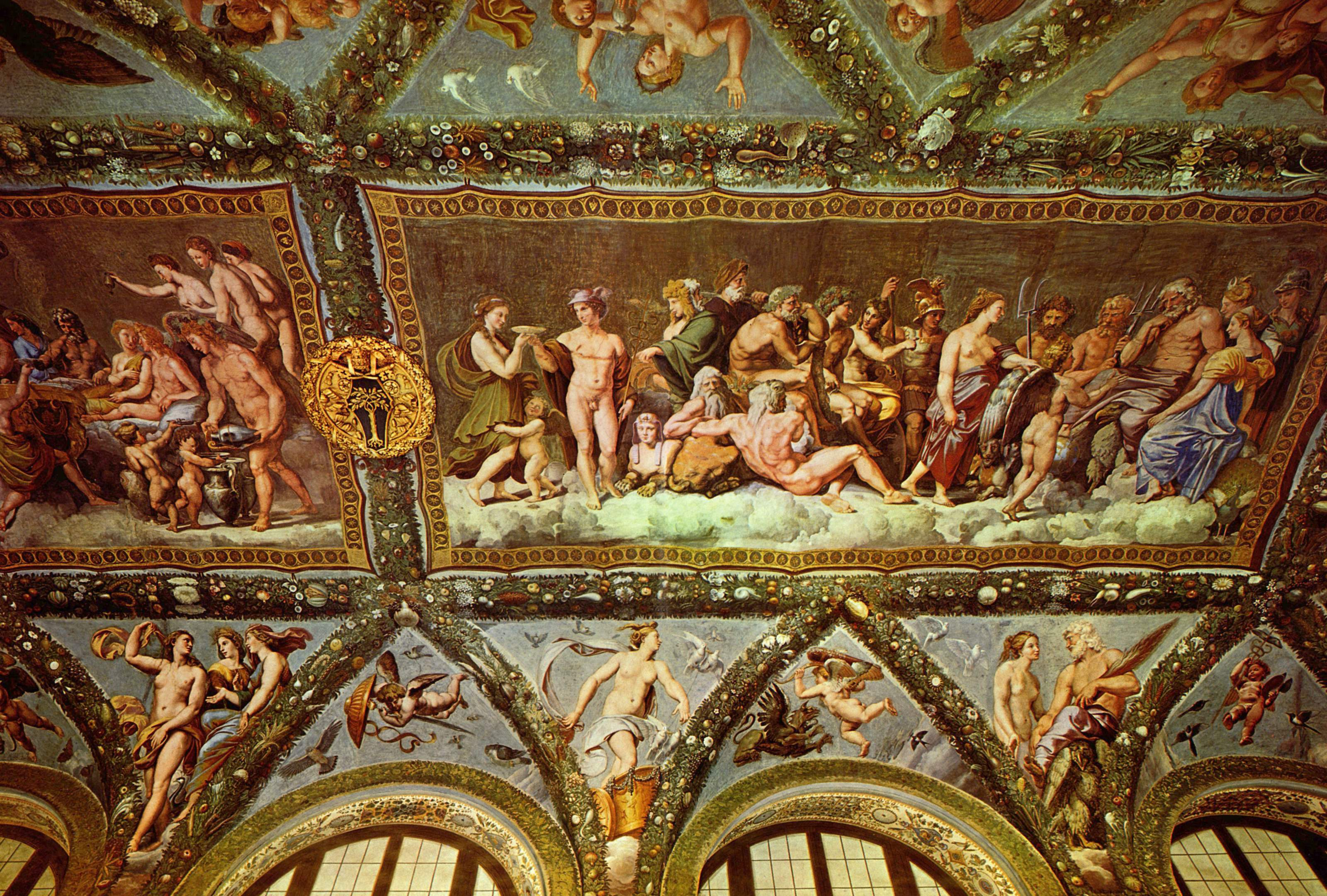
A Loggia freskói Amor és Psziché, Raffaello alkotása

A loggia Amor és Psziché-sorozata Apuleiusnak Az aranyszamár című művéből vett történeteken alapul. A Raffaello és növendékei (Raffaellino del Colle, Giovan Francesco Penni, Giulio Romano) által festett faliképekbe a jelenetek közé girland került a park növényeiből, amit egy másik festősegéd, Giovanni da Udine alkotott (1517), s amelyet Carlo Maratta 1693–1694) restaurált. (A freskókat természetesen Raffaello tervezte, de elsősorban iskolája kivitelezte.) A park növényeinek ábrázolása a folytonosság érzetét kelti, a loggián felismerhető a kertben díszlő, mintegy kétszáz, elsősorban hazai növényfaj mellett a még csak néhány évvel korábban felfedezett Amerikából behozott sok növény is.
A komplex rendszer középpontjában Az istenek tanácsa és a Nászlakoma figurális ábrázolások, és a hamis kárpitok között kifeszített girlandok láthatóak. A konzolokon Ámor és Psziché történetének jelenetei, fölöttük lunettákban pedig puttók és különböző istenségek attribútumai láthatók.
A Psziché viszontagságaiban Francesca Ordeaschi, Agostino Chigi szeretője ismerhető fel, aki mintegy a bankár törvényes felesége szintjére emelt kurtizán szerepel.
Az „Amor és Psziché loggiája – Raffaello, Giovanni da Udine – Színek és prosperitás: a régi és az új világ gyümölcsei” című kiállításra (2017. április 20. – július 20.) virtuális bemutatót készítettek a festett mennyezet bemutatására, amely jelenleg is elérhető (a További információk 4. pontja).

### A Fríz-terem
Balra haladva a Fríz-teremhez érünk, amely talán a megrendelő egyik dolgozószobája volt. A falak, amelyeken egykor tán kárpit lógott, a festett felső sor a Baldassare Peruzzi alkotta (1511), kis fekete-fehér mitológiai jelenetekből álló sorozat, amely az északi és részben a keleti oldalon Herkules próbatételei, a fríz többi részén pedig Ovidius Átváltozások című művéből és egyéb mitikus jelenetek láthatók. Az egész értelmezés általában a ráció és a passzió ellentétpárján alapul, Apollón és Dionüszosz világában ábrázolva. Ez az egyik első Peruzzi-festmény Rómában, stílusa még mindig sienai tapasztalatain alapul.

### A Galatea-terem

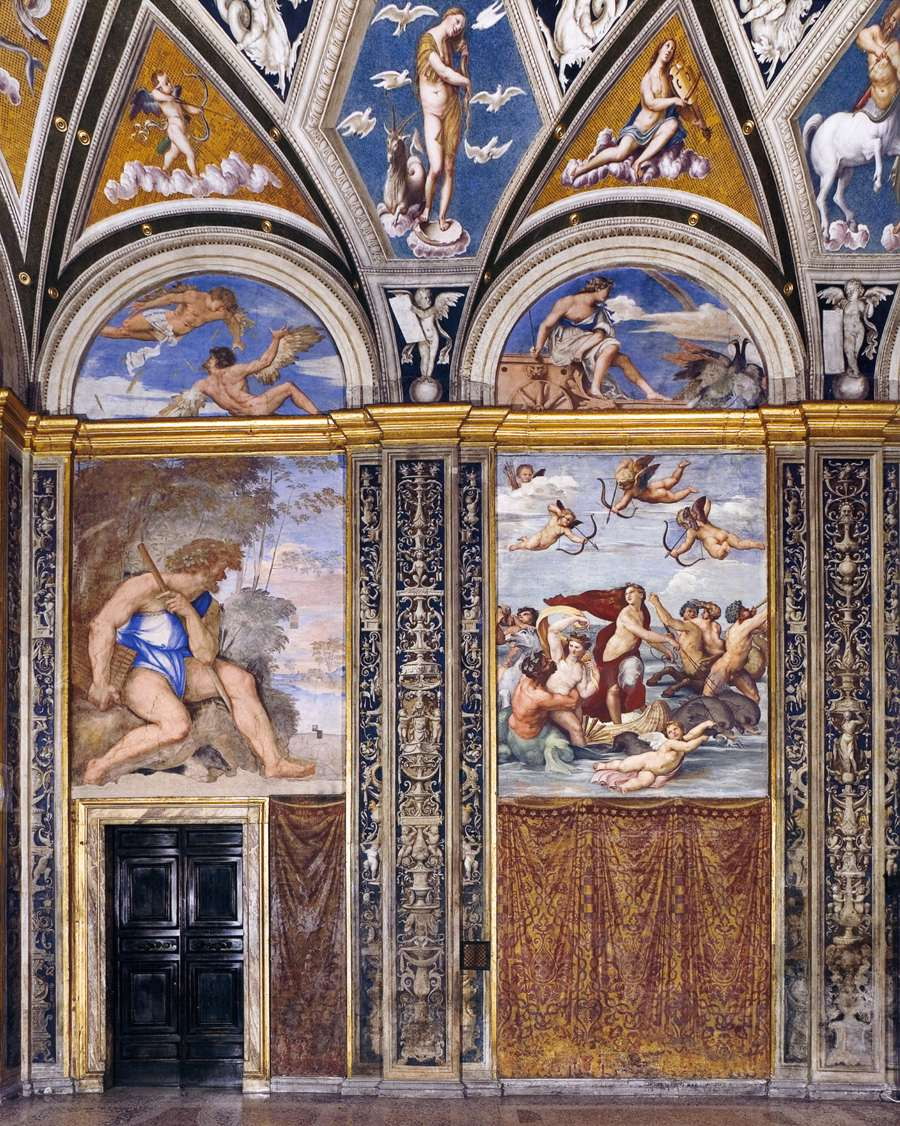
Raffaello: Galatea győzelme a Galatea-terem falán

A loggia egy másik szomszédos szobája a Galatea-terem, amely boltívekkel a kertre nyitott volt, amíg 1650-ben le nem zárták. A terem a nevét Raffaello Galatea diadala című freskójáról kapta, amelyen a nimfa egy delfinek által húzott kagylóformájú szekéren, tengeri mitológiai lények ünnepi nyüzsgése közepette. Raffaello freskója mellett megtaláljuk Polüphémosz küklópsz Sebastiano del Piombo (1512–1513), velencei művész első művét, miután Sienából Chigi bankárral Rómába érkezett. Ugyancsak ő alkotta tízből nyolc lunetta alábbi, velencei kolorittal festett mitológiai képeit:
1. Tereusz üldözi Filomélát és Prognét
2. Aglaurosz és Herszé
3. Daidalosz és Ikarosz
4. Juno
5. Szkülla levágja Niszosz haját
6. Perdix bukása[7]
7. Boreasz elrabolja Óreithüiát
8. Zephürosz és Flora

Egy másik lunettán megjelenik egy fekete-fehér fej, amelyet a városi legenda szerint Michelangelo (ebédszünetben beszökve) szénnel rajzolt, aki azért jött, hogy meglátogassa a barátját, Sebastiano del Piombót, és szívesen adott anatómiai leckét riválisa, Raffaello számára; a valóságban a munka Peruzzinak tulajdonítható.
Baldassarre Peruzzi ebben az időben a különböző mitológiai témákat festett geometriai panelekben, architektúrakiegészítésként. Középen szabályos nyolcszögben a megrendelő címere, kétoldalt két jelenet hosszúkás oktogonon: balra Fama (a Hírnév) kinyilatkoztatja a bankár földi dicsőségét, mellette Perszeusz, aki megölte a Meduszát ikonográfia Giovanni Pontano Uraniájából, és Fulgentius mitológiájából; jobbra Elaisz, a nimfa, az égi pólusból, aki földi fényét a csillagoktól kapja. A következő tíz tollacska (dupla a sarkoknál, összesen 14) a különböző számú mitológiai/szimbolikus alakkal, tíz hatszög különböző istenségek, terekkel megszakítva, a maradék háromszögek puttókkal, lovakkal, fekete-fehér fantáziaállatokkal kitöltve. A hatszögekben Ganümédész elrablása, Venus és a Bak csillagkép, Apollo/Nap és a Nyilas csillagkép, amely Chigi születési (1466. november 29-én, 21.30) dátumára, Merkúr és a Skorpió csillagkép, Mars és a Mérleg csillagkép, Diana és a Hold (növekvő fázisban Chigi fogantatása pillanatában), majd pedig Hercules a nemeai oroszlánnal, Hercules és a lernéi Hüdra, Léda a hattyúval (az egyes momentumok asztrológiai képe), Jupiter és a Bika csillagkép (jóindulatú befolyásuk a bőkezű, nagylelkű támogatóra), Kronosz és a Halak csillagkép, tulajdonképpen Agostino Chigi személyes horoszkópjának ábrázolása.
A terem festményeit 1863-ban retusálták, 1969–1973 között pedig restaurálták.

### A Perspektívák terme

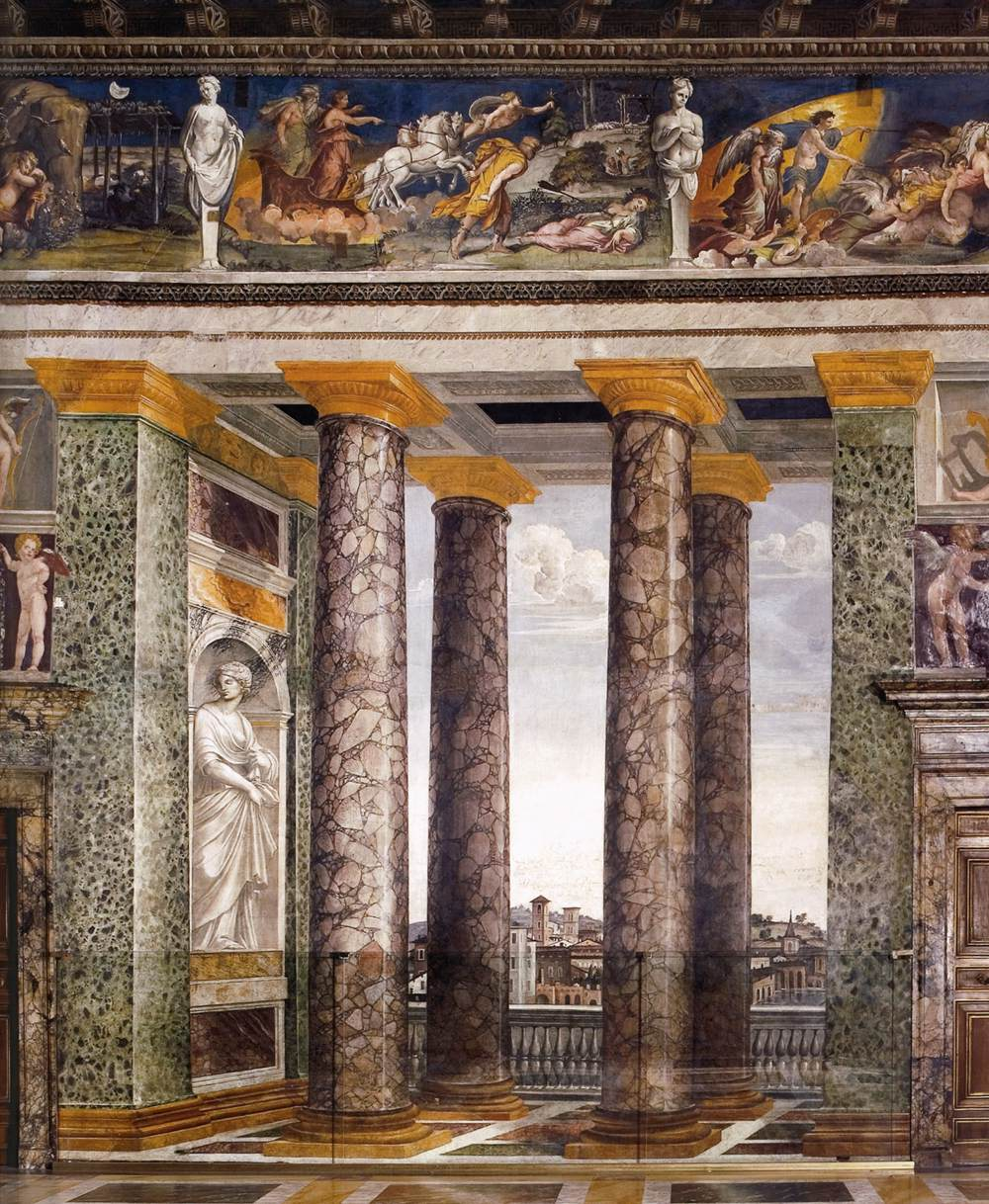
A Perspektívák terme

Az emeleten a Perspektívák termet 1518–19-ben illuzionisztikusra először Baldassarre Peruzzi és segédje úgy festett, mint loggiát. A freskókat teljesen átfestették 1863-ban, de 1976–1983-ban helyreállították őket. Itt tartotta Agostino Chigi a lakodalomát, 1519-ben.
Az Szalon oldalára Peruzzi két hamis loggiát festett oszlopokkal, boltívekkel, kilátással Rómára, a Trastevere negyedben található vidéki területtel. A kandalló felett található a Vulcanus kovácsa. A hosszú fríz, amely körülveszi a környezetet, a falak felső részén a mitológiai jeleneteket Peruzzi és műhelye festette a női mellszobrokkal tarkított hamis domborművekkel együtt.
A Perspektívák terme könnyű megtalálni a falakon a vandál graffitókat, amelyeket az 1527-es Sacco di Roma alatt a tomboló landsknechtek ejtettek a villában.

### Alessandro és Rossana menyegzői terme

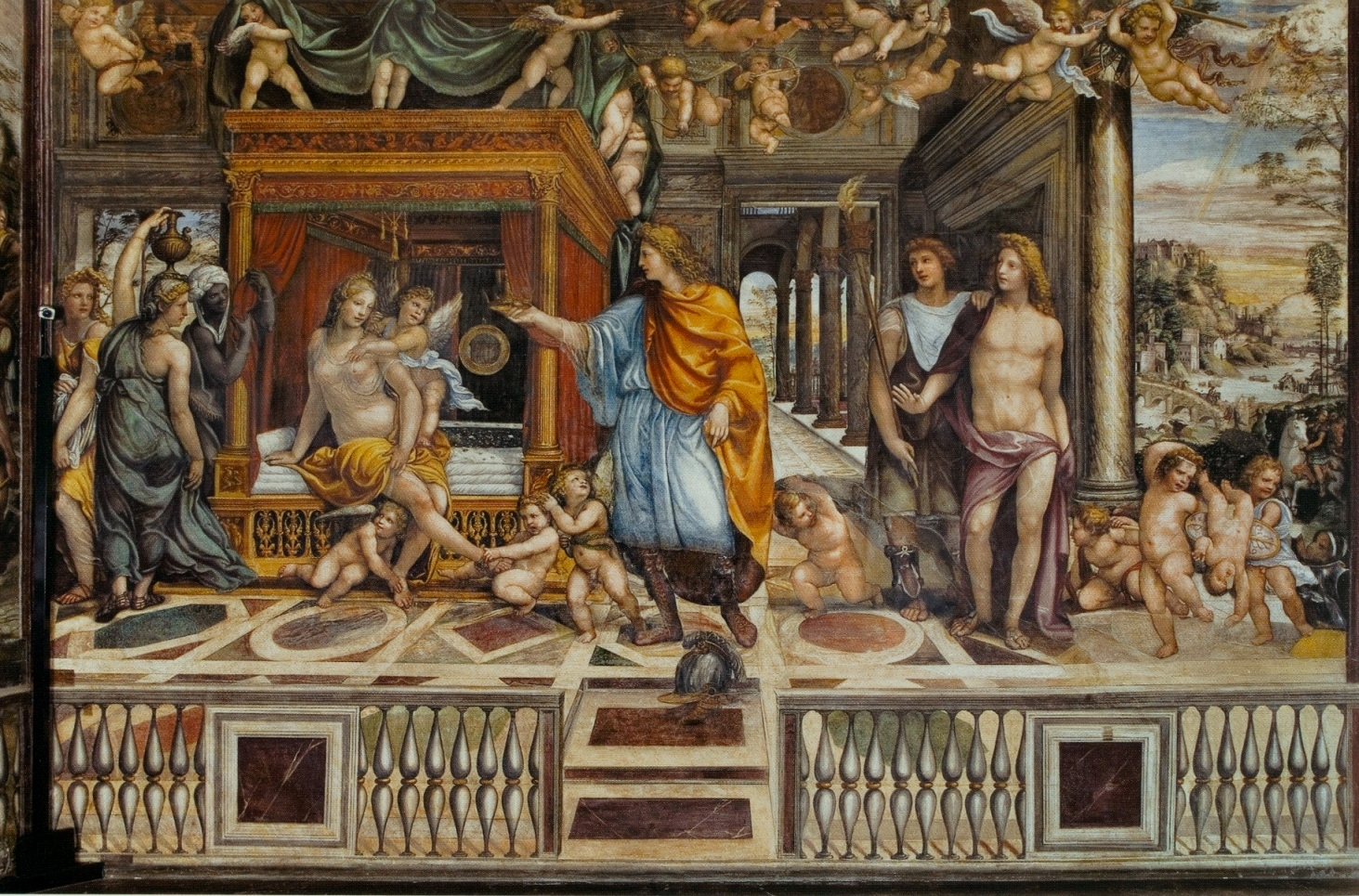
Il Sodoma: Alessandro és Rossana menyegzője

A szomszédos helyiség a hálószoba volt, amelyet a Chigi a feleségével használt. Falaira Il Sodoma (1517) festett jeleneteket Nagy Sándor életéből, abból a célból, hogy dicsőítsék a megrendelőt, jellemét klasszikus személyiséggel ábrázolva.
Különösen ismert az Alessandro és Rossana menyegzője az egész északi oldalra festve, klasszikus irodalmi források alapján, egy kísérletet rekonstruálni, Lukianosz leírása alapján az ókori görög festő, Aetión művét. A közelgő házasságra emlékeztet az Alessandro és Rossana menyegzője freskó a szárnyas puttóktól a meggyújtott fáklyákig Hümenaiosz istenre, az esküvő szimbólumara emlékeztet, vállán a félig meztelen Hephaestio, a parancsnok társa. A másik epizód kapcsolódik a vezér ciklushoz vagy a Darius-család, a keleti falon Nagy Sándor megszelidíti Bucephalust, amelyben felismerhető, különösen a jobb oldali részen, egy munkatársa keze nyoma, a Nagy Sándor harc közben pedig a déli falon. Il Sodoma Vulcanusán is, amelyen puttók nyilacskákat lődöznek.
Ezeket a Carlo Maratta által retusált freskókat 1974–76-ban restaurálták.
A bonyolult képekkel borított plafont Peruzzi tervezte, a tizenkét kis panel jeleneteit az Ovidius-féle Átváltozásokból Maturino végezte, akinek valószínűleg a fiatal Polidoro da Caravaggio segédkezett.

## Régészeti feltárások
A Villa Farnesina kertjében, a 19. században talált régészeti leletekből megállapították, hogy egy Augustus római császár korabeli luxus rezidencia maradványai, amiből arra következtetnek, Marcus Vipsanius Agrippa vagy pedig Iulia Caesaris lakhelye lehetett. Ez a ház volt a ma Casa della Farnesina néven ismert, freskókban különösen gazdag ókori palota, amely képek közül sokat a Palazzo Massimo alle Terme mutat be.
A falfestmények, miként a Livia házabeliek, második-harmadik századbeli, római festészetre utalnak. A képeken mitológiai növények fehér alapon, körülöttünk vörös sávokkal vannak ábrázolva, a háttérben oszlopok és egyéb építészeti elemek. A házat a Lincei székhelyén folyó építkezés során, a fal Tiberis felőli oldalán, az 1880-as években találták meg.

## Fordítás
- Ez a szócikk részben vagy egészben  a   Villa Farnesina című olasz Wikipédia-szócikk ezen változatának fordításán alapul.  Az eredeti cikk szerkesztőit annak laptörténete sorolja fel. Ez a jelzés csupán a megfogalmazás eredetét és a szerzői jogokat jelzi, nem szolgál a cikkben szereplő információk forrásmegjelöléseként.

## Bibliográfia
- Pierluigi De Vecchi: Raffaello, Rizzoli, Milánó, 1975
- Pierluigi De Vecchi– Elda Cerchiari: I tempi dell'arte, 2. kötet, Bompiani, Milánó, 1999 ISBN 88-451-7212-0
- AA.VV.: Roma, Touring Editore, Milánó, 2008 ISBN 978-88-365-4134-8
- Cecilia Mazzetti di Pietralata: Giardini storici. Artificiose nature a Roma e nel Lazio, Gangemi, Róma, 2009 ISBN 9788849218046
- Matilde Battistini: Simboli e Allegorie, Electa, Milánó, 2002 ISBN 9788843581740